# 埃爾法克托爾
19°19′12″N 69°52′48″W / 19.32000°N 69.88000°W
埃爾法克托爾（西班牙語：El Factor），是多明尼加共和國的城鎮，位於該國北部，由瑪麗亞·桑其斯省負責管轄，面積149.23平方公里，2012年人口20,148，人口密度每平方公里140人。